# Список іноземних колядок
Список іноземних колядок включає найяскравіші зарубіжні різдвяні і новорічні пісні. 
Українські колядки увійшли до окремого списку.
| АНГЛОМОВНІ КОЛЯДКИ (колядки Англії, Шотландії, Уельса, Ірландії, США) | |        |  |  |
| Назва                                                                 | Коротка довідка | Зразок |  |  |
| Auld Lang Syne                                                        | шотландська новорічна пісня                                                                                                |        |  |  |
| Deck the Halls («Oer yw'r gwr sy'n methu caru»)                       | Christmas carol (валійська мелодія, англомовна колядка XVIII ст.)                                                          |        |  |  |
| Carol of the Bells                                                    | Christmas carol (англомовна колядка), музика Миколи Леонтовича (1916), слова Петра Віхловського (1936)                     |        |  |  |
| God Rest Ye Merry, Gentlemen                                          | Christmas carol народний різдвяний гімн, 1833                                                                              |        |  |  |
| Jingle bells                                                          | Christmas carol (англомовна колядка), музика Джеймса Лорда П'єрпонта, 1858                                                 |        |  |  |
| Joy To The World                                                      | Christmas carol (різдвяний гімн), музика Ісаака Ваттса (1719)                                                              |        |  |  |
| Let It Snow! Let It Snow! Let It Snow!                                | Christmas carol (різдвяна пісня), музика Джула Стайна, слова Семмі Кана, 1945                                              |        |  |  |
| Peace on Earth (Little Drummer Boy)                                   | Christmas carol (різдвяна пісня 1957 р.)                                                                                   |        |  |  |
| Sleigh Ride                                                           | популярний твір, що найчастіше виконується на Різдво, музика Лероя Андерсена, 1948, слова Мітчела Періша, 1950             |        |  |  |
| Walking in the Air                                                    | Пісня з анімаційного фільму «The Snowman» (1982), що найчастіше показують на Різдво у Великій Британії, автор Говард Блейк |        |  |  |
| We Wish You a Merry Christmas                                         | Christmas carol (англомовна колядка XVI ст.)                                                                               |        |  |  |
| Up on the House Top                                                   | Christmas carol (англомовна колядка), музика Бенджаміна Хенбі, 1833-1867                                                   |        |  |  |
| Zat You, Santa Claus                                                  | жартівлива різдвяна пісня Джеймс Фокс                                                                                      |        |  |  |
| БІЛОРУСЬКІ КОЛЯДКИ                                                    | |        |  |  |
| Добры вечар табе, пане-гаспадару                                      | білоруська колядка (варіант української колядки «Добрий вечір тобі»)                                                       |        |  |  |
| Ой, у ляску-ляску на жоўтым пяску                                     | білоруська колядка |        |  |  |
| Учора зь вячора                                                       | білоруська колядка |        |  |  |
| ГРУЗИНСЬКІ КОЛЯДКИ                                                    | |        |  |  |
| Ґурулі аліло                                                          | ალილო аліло (грузинська колядка), гурійський ритуальний спів                                                               |        |  |  |
| Кахурі аліло                                                          | ალილო аліло (грузинська колядка), кахетинський ритуальний спів                                                             |        |  |  |
| Меґрулі аліло                                                         | ალილო аліло (грузинська колядка), мегрельський ритуальний спів                                                             |        |  |  |
| Алілоса                                                               | ალილო аліло (грузинська колядка), сванський спів                                                                           |        |  |  |
| НІМЕЦЬКОМОВНІ КОЛЯДКИ                                                 | |        |  |  |
| Stille Nacht (Тиха ніч, свята ніч)                                    | Weihnachtslied, австрійська (згодом всесвітньовідома) колядка, слова Йозефа Мора (1818) музика органіста Франца Грубера    |        |  |  |
| Maria durch ein Dornwald                                              | Weihnachtslied (німецька колядка)                                                                                          |        |  |  |
| ПОЛЬСЬКІ КОЛЯДКИ                                                      | |        |  |  |
| Bóg się rodzi                                                         | kolęda (польська колядка), мелодія народна, слова Францішека Карпінського                                                  |        |  |  |
| Gdy się Chrystus rodzi                                                | kolęda (польська колядка)                                                                                                  |        |  |  |
| Dzisiaj w Betlejem                                                    | kolęda (польська колядка)                                                                                                  |        |  |  |
| Jam Jest Dudka                                                        | kolęda (польська колядка)                                                                                                  |        |  |  |
| Nabożna i święta żona                                                 | kolęda (польська колядка)                                                                                                  |        |  |  |
| Narodził się nam Zbawiciel                                            | kolęda (польська колядка)                                                                                                  |        |  |  |
| Północ już była                                                       | kolęda (польська колядка)                                                                                                  |        |  |  |
| Z Bożego Narodzenia                                                   | kolęda (польська колядка)                                                                                                  |        |  |  |
| РОСІЙСЬКІ КОЛЯДКИ                                                     | |        |  |  |
| Авсень, авсень, а мы ходим по всем                                    | авсень (російська колядка)                                                                                                 |        |  |  |
| Исус Христос коноплями оброс                                          | російська колядка (зафіксована в с.Новомаліновці Омської області)                                                          |        |  |  |
| Пришла Кыляда накануне Рожества                                       | виноградье (російська колядка)                                                                                             |        |  |  |
| Пришли мы, пришли                                                     | виноградье (зафіксовано в с.Марковому, Чукотка)                                                                            |        |  |  |
| ФРАНЦУЗЬКІ КОЛЯДКИ                                                    | |        |  |  |
| Il est né le divin Enfant                                             | Cantiques de Noël (французький різдвяний гімн) мелодія народна (XVII ст.) слова народні (опубліковані у 1875 р.)           |        |  |  |
| Les Anges dans nos campagnes                                          | Chant de Noël (французька колядка)                                                                                         |        |  |  |
| Patapan (Guillaume prends ton tambourin)                              | Chant de Noël (бургундська колядка) Bernard de la Monnoye (1641-1728)                                                      |        |  |  |
| ЧЕСЬКІ КОЛЯДКИ                                                        | |        |  |  |
| Aj dnes v Betlémě                                                     | koleda, чеська колядка (варіант української колядки «Во Вифлеємі весела новина»)                                           |        |  |  |
| Hej, hej Koleda                                                       | koleda (моравська колядка)                                                                                                 |        |  |  |
| Ked ta jasna hviezda                                                  | koleda (чеська колядка) |        |  |  |
| Koleda-koleda                                                         | koleda (чеська колядка) |        |  |  |
| Sel jsem na koledu                                                    | чеська жартівлива новорічна пісня                                                                                          |        |  |  |
| Pochválen buď Ježíš Kristus                                           | koleda (чеська колядка) |        |  |  |
|                                                                       | |        |  |  |